# Vogelkopdwergnachtzwaluw
De vogelkopdwergnachtzwaluw (Aegotheles affinis) is een vogel uit de familie dwergnachtzwaluwen (Aegothelidae). 

## Verspreiding en leefgebied
Deze soort komt voor in het Arfakgebergte op het schiereiland Vogelkop in noordwestelijk Nieuw-Guinea.